# مرحبا دوللي (فلم)
مرحبا دوللي (بالإنجليزية: Hello, Dolly!) هو فيلم موسيقي تم إنتاجه في الولايات المتحدة وصدر في سنة 1969. الفيلم من إخراج جين كيلي.

## طاقم التمثيل
- باربرا سترايساند
- والتر ماثو

### ترشيحات وجوائز
| السنة | الحدث  | الفئة               | النتيجة |
| ----- | ------ | ------------------- | ------- |
|       | أوسكار | أفضل موسيقى تصويرية | فوز     |

## الميزانية والإيرادات
بلغت تكلفة إنتاج الفيلم حوالي 25 مليون دولار بينما حقق أرباحا تقدر بـ 26 مليون دولار (theatrical rental).

## وصلات خارجية
- مقالات تستعمل روابط فنية بلا صلة مع ويكي بيانات

1. ↑  "معلومات عن مرحبا دوللي (فيلم) على موقع catalog.afi.com". catalog.afi.com. مؤرشف من الأصل في 2019-12-13.
2. ↑  "معلومات عن مرحبا دوللي (فيلم) على موقع movie.walkerplus.com". movie.walkerplus.com. مؤرشف من الأصل في 2016-07-16.
3. ↑  "معلومات عن مرحبا دوللي (فيلم) على موقع tcm.turner.com". tcm.turner.com. مؤرشف من الأصل في 2019-12-13. {{استشهاد ويب}}: |archive-date= / |archive-url= timestamp mismatch (مساعدة)